# Harry Wilson
Harry Wilson (født 22. marts 1997) er en walisisk professionel fodboldspiller, der spiller som højre kant for Premier league klubben Fulham F.C.. Wilson spiller desuden på Wales landshold.
I oktober 2013 blev Wilson den yngste spiller til at spille for Wales. I en alder af 16 år og 207 dage, slog han en rekord, der tidligere var holdt af Gareth Bale. Han blev også Liverpools yngste spiller på et seniorlandshold nogensinde. 

## Klubkarriere

### Liverpool
Wilson blev født i Wrexham, Wales. Han gik i skole på Ysgol Dinas Brân i Llangollen. Han kom til Liverpool som U9-spiller. I en alder 15 blev han fuldtidsspiller på Liverpool Academy- holdet. I 2012-13-sæsonen spillede Wilson et par gange for U18'erne og var en fast mand på U16-holdet. Efter nogle gode præstationer for U18-holdet blev Wilson i begyndelsen af den efterfølgende sæson belønnet med at spille på U18-holdet på fuld tid. I 2014 var Wilson topscorer sammen med et andet Liverpooltalent, Sheyi Ojo, til Ajax Future Cup.
I juli 2014 underskrev Wilson under på sin første professionelle kontrakt med klubben.  Han spillede til UEFA Youth League 2014-15, hvor Liverpool nåede sekstendedelsfinalen. Han scorede desuden i selvsamme turnering det sidste og afgørende mål i 88. minut i en 3-2 hjemmesejr over Real Madrid den 22. oktober 2014. 
Den 11. juli 2015 blev Wilson udtaget til Liverpools 30-mands trup der skulle på pre-season tur til Thailand, Australien og Malaysia.  Den 16. august blev han kåret til den bedste angriber til 2015 PSV Otten Cup.
Den 26. august 2015 tog Wilson til League One klubben Crewe Alexandra på en 4 måneders låneaftale gældende til 5. januar 2016.   Han fik sin debut mod Millwall i det 67. minut da han erstattede David Fox i et 1-3 nederlag på Gresty Road den 12. september. og hans debut i startopstillingen var i et uafgjort 0-0-opgør mod Burton Albion den 20. oktober.  Wilson blev tilbagekaldt fra sit låneophold den 1. december. 
Den 28. juli 2016 underskrev Wilson en ny kontrakt med Liverpool, og blev kort tid efter navngivet som U23-kaptajnen. Han fik sin førsteholdsdebut for Liverpool den 18. januar 2017, i en 1-0 sejr over Plymouth Argyle i den tredje runde i FA Cuppen, hvor han erstattede Philippe Coutinho i 65. minut. 
Wilson blev kåret som Liverpool Academy Players' Player of the Year for 2017-18 sæsonen. 

#### Hull City lån
Den 31. januar 2018 underskrev Wilson en ny kontrakt med Liverpool og blev lånt til Hull City indtil slutningen af sæsonen.  Han fik sin debut i det 69. minut da han blev skiftet ind og erstattede Fraizer Campbell i et 2-1 nederlag mod Preston North End i Deepdale den 3. februar. 
Han scorede sit første professionelle mål i sin anden optræden en uge senere i en 0-2 udesejr mod Nottingham Forest. Den følgende måned scorede han to mål og lavede to assister der hjalp Hull komme over nedrykningsstregen der gjorde at han vandt klubbens Månedens spiller pris for marts. Han vandt også EFL Championship PFA Player of the Month-prisen for april 2018. Han scorede 7 mål i 13 ligaoptrædener for Hull under hans lån. 

#### Lån til Derby County
Den 10. juli 2018 underskrev Wilson en ny femårig kontrakt med Liverpool.  En uge senere tog han til Championship klubben Derby County på et sæsonlangt lån, der gjorde ham til holdkammerat med Wales-spillerne Tom Lawrence og Joe Ledley.
Han lavede sin debut for klubben, trænet af Frank Lampard den 3. august, da de startede deres sæson med en 2-1 sejr over Reading. Den 22. september scorede han sit første Rams mål, da han udlignede efter at have startet kampen med at komme bagud 0-1 for derefter at vinde 3-1 hjemme over Brentford. Tre dage senere scorede han endnu en gang, da han bankede et frispark fra 30 meter op i det venstre målhjørne i tredje runde af EFL Cup ude mod Manchester United. Senere scorede han i straffesparkskonkurrence der endte 8-7 til Derby efter kampen havde endt 2-2.

## International karriere
Efter at have repræsenteret Wales i Victory Shield på U17 landsholdet og imponerede manager Chris Coleman med sine præstationer i oktober 2013 blev Wilson udtaget af Wales nationale fodboldhold i en alder af blot 16 år. Wilson sad på bænken i en 1-0 sejr over Makedonien den 11. oktober,  Wilson lavede sin debut fire dage senere mod Belgien, da han blev skiftet ind som en erstatning for Hal Robson-Kanu i det 87. minut. På baggrund af den indskiftning blev han den yngste spiller til at spille for Wales og slog den forrige rekordindehaver Gareth Bale med 108 dage. Han blev også Liverpools yngste internationale spiller på et seniorlandshold i en alder af 16 år og 207 dage og slog rekorden, der tidligere blev afholdt af Raheem Sterling, som repræsenterede England for første gang i november 2012 i en alder af 17 år og 342 dage. Han blev rost af Coleman, som sagde: "Nu har han lidt smag af det, der cementerer sin fremtid med Wales i de næste 10 eller 15 år"; manageren talte også om englands interesse for spilleren. Wilsons morfar Peter Edwards tjente omkring £ 125,000 efter at have sat et £ 50 væddemål hos William Hill på hans barnebarn ville spille på landsholdet, inden han var fyldt 18 år.
I juni 2015 blev Wilson igen udtaget til det walisiske landshold til en træningslejr i Cardiff. Den 20. marts 2017 erstattede han den skadede Tom Lawrence i Wales-truppen til VM-kvalifikationskampen mod Republikken Irland.
Wilson blev udtaget til Wales' hold der skulle til Kina Cup i marts 2018. I sin debut i startopstillingen, mod værterne Kina, scorede han sit første mål i en 6-0 semifinale sejr. Kampen var også på hans 21 års fødselsdag. Den 16. oktober samme år rejste Wales til Irland for at spille mod Republikken Irland i UEFA Nations League uden Bale og Aaron Ramsey. Wilson scorede det eneste mål i kampen med et frispark langt ude fra svarende til hans seneste for Derby mod Manchester United. Wales manager Ryan Giggs (tidligere Manchester United spiller) havde en sjov bemærkning til målet "Jeg tænkte på at give ham en bøde, efter at han scorede på Old Trafford, men jeg vil ikke give ham en bøde nu".
| Klubber               | Sæson          | liga           | liga  | liga | FA Cup | FA Cup | EFL Cup | EFL Cup | Europa | Europa | Andet | Andet | i alt | i alt |
| Klubber               | Sæson          | liga           | Kampe | Mål  | Kampe  | Mål    | Kampe   | Mål     | Kampe  | Mål    | Kampe | Mål   | Kampe | Mål   |
| --------------------- | -------------- | -------------- | ----- | ---- | ------ | ------ | ------- | ------- | ------ | ------ | ----- | ----- | ----- | ----- |
| Liverpool             | 2015-16        | Premier League | 0     | 0    | 0      | 0      | 0       | 0       | 0      | 0      | -     | -     | 0     | 0     |
| Liverpool             | 2016-17        | Premier League | 0     | 0    | 1      | 0      | 0       | 0       | 0      | 0      | -     | -     | 1     | 0     |
| Liverpool             | i alt          | i alt          | 0     | 0    | 1      | 0      | 0       | 0       | 0      | 0      | 0     | 0     | 1     | 0     |
| Crewe Alexandra (lån) | 2015-16        | League One     | 7     | 0    | 0      | 0      | -       | -       | -      | -      | -     | -     | 7     | 0     |
| Hull City (lån)       | 2017-18        | Mesterskab     | 13    | 7    | 1      | 0      | -       | -       | -      | -      | -     | -     | 14    | 7     |
| Derby County (lån)    | 2018-19        | Mesterskab     | 40    | 15   | 3      | 1      | 3       | 1       | -      | -      | 0     | 0     | 46    | 17    |
| Karriere i alt        | Karriere i alt | Karriere i alt | 60    | 22   | 5      | 1      | 3       | 1       | 0      | 0      | 0     | 0     | 68    | 24    |

### Landshold
Opdateret 20. november 2018 
| landshold | År    | Kampe | Mål |
| --------- | ----- | ----- | --- |
| Wales     | 2013  | 1     | 0   |
| Wales     | 2018  | 7     | 2   |
| i alt     | i alt | 8     | 2   |

| Nr. | Dato             | Stadion                              | Landskamp nr. | Modstander | Scorede til | Resultat | Turnering                     | Ref    |
| --- | ---------------- | ------------------------------------ | ------------- | ---------- | ----------- | -------- | ----------------------------- | ------ |
| 1   | 22. marts 2018   | Guangxi Sports Center, Nanning, Kina | 2             | Kina       | 4-0         | 6-0      | 2018 Kina Cup                 | [ 43 ] |
| 2   | 16. oktober 2018 | Aviva Stadium, Dublin, Irland        | 6             | Irland     | 1-0         | 1-0      | 2018-19 UEFA Nations League B | [ 43 ] |

## Titler
Individuel
- EFL Championship PFA-månedens spiller: April 2018 [25]
- Liverpool Academy Player of the Season: 2017-18 [44]